# Полярна зоря
Поля́рна зоря, також Кіносу́ра і Альрукка́ба (α Малої Ведмедиці) — досить яскрава зоря, розташована поблизу Північного полюса світу. Надгігант спектрального класу F7Ib. Видима зоряна величина +1,97m.

## Назва
- Поля́рна зоря́ (stella polaris) — термін, широко вживаний у добу Відродження. Походить від лат. polaris, що означає «полярна».
- Stella illa quae polaris dicitur — та зірка, яку називають «полярною», назва надана у 1547 Геммою Фрізіусом, який розміщував її на відстані 3° 8' від небесного полюса[2].
- Stella maris — з латини «морська зірка». Також католики починаючи з VIII століття так називають Богородицю, за словами гімну VIII ст. «Ave Maris Stella[en]».
- Scip-steorra — зі староанглійської «корабельна зірка».
- Cynosūra — латинська назва, утворена від грец. κυνόσουρα, «хвіст собаки», що вказує, що колись сузір'я Малої Ведмедиці пов'язували з собакою.
- А́рктос — від грец. ἄρκτος — 1) ведьмідь, 2) північ[3] Арктойська країна — поетична назва України у творах барокових авторів. Арктойський люд — руси-українці[4].
- Бігуно́ва зоря́ (зі́рка) — українська назва від бігун (полюс), зафіксована в ХІХ ст.[5][6]
- Провідна́ зоря́ — поетична назва. Переклад давньоанглійського слова lodestar, зафіксованого у XIV ст.
- Півні́чна або Опівні́чна зоря́ — поетична назва.

Інші назви: Alruccabah, Dhruva tāra, Mismar, Navigatoria, Phoenice, Tramontana, Angel Stern, Star of Arcady, Yilduz тощо.

## Опис

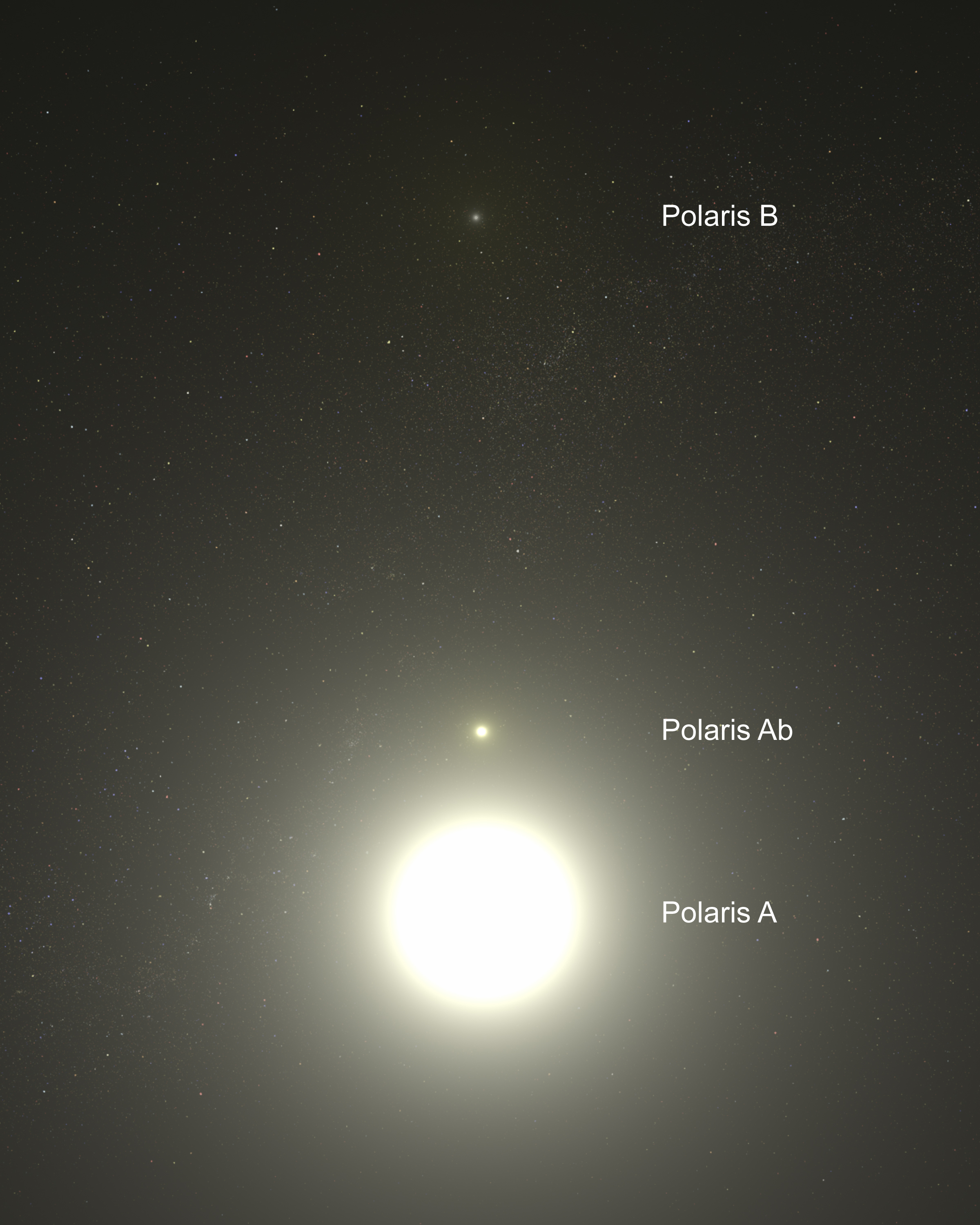
Надгігант Полярна A та її супутники Полярна Ab і Полярна B. Художнє зображення.

Полярна зоря перебуває на відстані менш ніж 1° від північного полюса світу і тому майже нерухома під час добового обертання зоряного неба. Вона дуже зручна для орієнтування в північній півкулі: напрямок на неї практично збігається з напрямком на північ, а висота над обрієм майже дорівнює географічній широті місця. Унаслідок прецесії земної осі розташування північного полюса світу поступово змінюється. Найближче до нього, на відстань приблизно 3', Полярна зоря підійде близько 2100 року. У південній півкулі немає яскравої поляриссими; найближча до південного полюса σ Октанта — дуже слабка.
Полярна є найближчою до Землі цефеїдою (пульсуючою змінною зорею). Відповідно до четвертого видання Загального каталогу змінних зір її період становив 3,97 доби, а амплітуда (у променях V) — 0,27m. Наприкінці 1980-х рр. помічено систематичне зменшення амплітуди пульсацій Полярної. На основі екстраполяції очікувалося, що в середині 1990-х рр. Полярна перестане бути цефеїдою. Висловлювалися навіть припущення, що Полярна зоря — перший виявлений випадок припинення пульсацій цефеїд, пов'язаний з виходом зорі зі смуги нестабільності внаслідок еволюції. Однак спостереження зафіксували, що зменшення амплітуди припинилося близько 1993 року. Відтоді амплітуда змін візуального блиску становить 0,032m. Крім того, за той час зоря стала приблизно на 15 % яскравішою.
Полярна зоря насправді являє собою потрійну зоряну систему. У центрі системи розташований надгігант (Полярна А), яскравіший від Сонця більш як у 2000 разів. Полярна B розташована на значному віддаленні від Полярної А, тому побачити її в телескопи можна навіть з поверхні Землі. Однак карликовий супутник центральної зорі — Полярна Ab — розташований так близько до гіганта, що сфотографувати його вдалося лише орбітальному телескопу «Габбл», і то після переналагодження устаткування. Період обертання Полярної Ab становить близько 30 років.

## Відстань
Оскільки Полярна є найближчою цефеїдою, визначення відстані до неї є вельми актуальним питанням, оскільки воно дає змогу уточнити нуль-пункт залежності «період — світність» та, відповідно, шкалу космічних відстаней. У 80-х роках XX сторіччя вважалося, що Полярна розташована на відстані близько 90 пк, однак можлива похибка оцінювалася величиною 20 %. За уточненими даними Гіппаркоса (2007), відстань становила близько 133 пк (433 світлових роки) з похибкою близько 15 %, хоча існували й альтернативні оцінки — від 322 до 520 світлових років. Зокрема, 2012 року набула широкого розголосу новина про те, що відстань до полярної зорі значно менша, ніж уважалося раніше: 323 світлових роки замість 433, однак інші дослідники поставили цю інформацію під сумнів.
Зоряний паралакс високоточно вимірюється завдяки місії Gaia — космічній астрометричній експедиції, яка була запущена у 2013 році з метою досягнення точності вимірювання до 25 мікродугових секунд (μas). Хоча спочатку планувалося обмежити спостереження Gaia зорями слабшими за зоряну величину 5,7, тести, проведені під час етапу запуску, показали, що Gaia може автономно ідентифікувати зорі яскравістю до 3 зоряної величини. Коли в липні 2014 року Gaia розпочала регулярні наукові операції, вона була налаштована на рутинну обробку зірок у діапазоні зоряних величин 3–20. Поза цією межею використовуються спеціальні процедури для завантаження необроблених даних сканування для решти 230 зірок, яскравіших за 3 зоряну величину; розробляються методи зменшення та аналізу цих даних; очікується, що буде «повне покриття неба на яскравому кінці» зі стандартними похибками в «кілька десятків µas».
За даними Gaia Data Release 2 було визначено відстань близько 445 світлових років (136,1±0,5 парсек). Цей показник було покращено до 137,2±0,3 пк (447,6 св.р.) після публікації каталогу Gaia Data Release з 13 червня 2022 року, який замінив Gaia Data Release 2.
| рік      | компонент | Відстань, св. р ( пк )     | Примітки           |
| -------- | --------- | -------------------------- | ------------------ |
| 2006 рік | А         | 330 св.р. (101 пк)         | Тернер             |
| 2007 [A] | А         | 433 св.р. (133 пк)         | Гіппаркос          |
| 2008 рік | Б         | 359 св.р. (110 пк)         | Усенко та Клочкова |
| 2013 рік | Б         | 323 св.р. (99 пк)          | Тернер та ін.      |
| 2014 рік | А         | ≥ 385 св.р. (≥ 118 пк)     | Нейлсон            |
| 2018 рік | Б         | 521 св.р. (160 пк)         | Бонд та ін.        |
| 2018 рік | Б         | 445,3 св.р. (136,6 пк) [B] | Gaia DR2           |
| 2020 рік | Б         | 447,6 св.р. (137,2 пк)     | Gaia DR3           |

| A Нова редакція спостережень за 1989-1993 роки, вперше опублікована в 1997 році |
| B Статистична відстань                                                          |

## Методи виявлення
Двома відомими методами визначення місцезнаходження Полярної зорі є
- З семи зір Великої Ведмедиці, зображених у вигляді ковша, вона знаходиться на лінії, що з'єднує дві найвіддаленіші від ручки зорі, на верхньому боці ковша. Відстань від кінчика ковша приблизно в п'ять разів перевищує відстань між двома попередніми зорями[32].
- З п'яти зір Кассіопеї, представлених W-подібною формою, вона знаходиться на лінії, що з'єднує точку перетину продовжень двох зір з одного боку і двох зір з протилежного боку з центральною зорею, на верхній стороні W-подібної форми. Відстань від центральної зорі приблизно в п'ять разів перевищує відстань між попереднім перетином і центральною зорею.
- Використати мобільну програму, яка може допомогти знайти Полярну зорю. Ви вводите своє місцезнаходження або дозволяєте телефону визначити ваше місцезнаходження, а потім наводите телефон на небо. Телефон працює як інтерактивна мапа, визначаючи для вас зірки та сузір'я. Деякі додатки можуть також покращувати візуальні ефекти, дозволяючи вам легше бачити зірки[33].

## В культурі

Полярна зоря зображена на прапорі Нунавуту

Спенсер згадував його як символ непохитності в поезії, як «непохитну зірку». 
Сонет Шекспіра 116 є прикладом символізму полярної зірки як дороговказу:
«It is the star to every wandering bark,
Love is the guiding north star to every lost ship,
Whose worth's unknown, although his height be taken.»
У Юлія Цезаря він пояснює Цезарю свою відмову надати прощення словами:
«But I am constant as the northern star, Of whose true-fix'd and resting quality There is no fellow in the firmament. The skies are painted with unnumber'd sparks, They are all fire and every one doth shine, But there's but one in all doth hold his place:
So in the world; »
Звісно, Полярна зірка не буде «постійно» залишатися Полярною зіркою через прецесію, але це помітно лише протягом століть.
5 лютого 2006 року, о 00:00 UTC, NASA передало пісню The Beatles (Джон Леннон) «Across the Universe» у напрямку Полярної зірки. Передача була здійснена за допомогою 70-метрової антени на Мадридському комплексі далекого космічного зв'язку, розташованому неподалік від Мадрида, Іспанія. Передачу було здійснено за допомогою передавача «Х-діапазону», який надав антені потужність 18 кВт.
Метою було відсвяткувати 40-річчя пісні, 45-річчя Deep Space Network (DSN) та 50-річчя NASA. Ідея належить історику «Бітлз» Мартіну Льюїсу, який запропонував усім шанувальникам «Бітлз» зіграти пісню так, ніби її надсилають до далекої зірки. Це вже другий випадок, коли музичний твір навмисно передається в космос (першим було міжзоряне послання: «1st Theremin Concert to Aliens»), і він був схвалений Пол Маккартні, Йоко Оно та компанією Apple Records
.